# Сторожук, Александр Алексеевич
Александр Алексеевич Сторожук (01 января 1924 — 07 августа 1987) — советский учёный в области экономики и организации сельского хозяйства, член-корреспондент ВАСХНИЛ (1983).

## Биография
Родился в с. Ивановка Ставищенского района Киевской области. Участник Великой Отечественной войны. Окончил Киевский финансово-экономический институт (1951). В 1951—1956 гг. младший научный сотрудник Института экономики АН УССР.
С 1956 г. в Украинском НИИ экономики и организации сельского хозяйства: старший научный сотрудник (1956—1957), заведующий отделом (1957—1975), заместитель директора по научной работе (1976), директор (1976—1987).
Доктор экономических наук (1973), профессор (1974), член-корреспондент ВАСХНИЛ (1983).
Научные интересы: совершенствование системы закупочных цен на с.-х. продукцию, усиление их стимулирующей роли в повышении качества.
Награждён орденами «Знак Почёта» (1977), Отечественной войны II степени (1985), медалями.
Опубликовал свыше 100 научных трудов, в том числе 5 монографий. Книги:
- Математическое и программное обеспечение решения сельскохозяйственных задач на ЭВМ / соавт.: В. Е. Протасов и др.; Укр. НИИ экономики и организации сел. хоз-ва. — Киев, 1976. — 253 с.
- Роль экономических стимулов в повышении качества сельскохозяйственной продукции / соавт.: В. Н. Зимовец и др. — Киев, 1984. — 112 с.
- Экономический словарь агропромышленного комплекса / соавт. А. В. Крисальный; Укр. НИИ экономики и орг. сел. хоз-ва. — Киев: Урожай, 1986. — 334 с. — (Лит. для каб. экономиста).